# Georgina Graciela Ayub Chávez
Georgina Graciela Ayub Chávez (Chihuahua, 23 de noviembre de 1980) es una directora de escena, actriz, dramaturga y docente mexicana. 

## Biografía
Hace su primera publicación a la edad de 21 años, participa y gana el concurso de docentes y de consulta en la Universidad Autónoma de Chihuahua en el año 2008, así mismo es ganadora del Premio Nacional de Creación de Materiales Didácticos del Instituto Nacional de Bellas Artes en el año 2010. Recientemente ganó el galardón "María Álvarez".
Igualmente ha recibido un reconocimiento por la Prevención de Adicciones.

## Obras publicadas
- Historias ordinarias de gente extraña, Chihuahua, 2002.
- Voces sin sombra, Chihuahua, 2004.
- Vestidos de ocasión, Chihuahua, 2006.
- Manual básico de Teatro, Chihuahua, 2010.
- Las Bodas de Merchant, Chihuahua, 2012.

## Trayectoria académica[3]
Se especializó en Educación Artística/Teatral en el Centro de Educación Artística (CEDART), posteriormente se especializó en la Licenciatura de Artes Escénicas (Teatro) en el Instituto de Bellas Artes UACH. Y finalmente curso su maestría en Gestión Educativa en la Universidad Pedagógica Nacional.
Ha impartido clases en la Universidad de Durango por 6 años siendo maestra de Expresión Oral al término de este, ingreso como docente en el Claustro Universitario de Chihuahua impartiendo clases de Teatro durando tres años en esta Institución. Actualmente es maestra de Teatro en el Instituto La Salle de Chihuahua.